# Západočeský krajský přebor 1974/1975
V soubojích Západočeského krajského přeboru 1974/75 (jedna ze skupin 5. nejvyšší fotbalové soutěže) se utkalo 14 týmů dvoukolovým systémem podzim – jaro. Tento ročník skončil v červnu 1975. 

## Výsledná tabulka
Zdroj:
| Poř. | Tým                          | Z  | V  | R  | P  | VG | OG | B  |
| ---- | ---------------------------- | -- | -- | -- | -- | -- | -- | -- |
| 1.   | TJ RH Domažlice              | 25 | 14 | 7  | 4  | 50 | 30 | 35 |
| 2.   | TJ Slovan Plzeň-Karlov (S)   | 26 | 13 | 4  | 9  | 51 | 39 | 30 |
| 3.   | TJ Slavia Karlovy Vary „B“   | 25 | 12 | 4  | 9  | 42 | 27 | 28 |
| 4.   | TJ ČL Tachov                 | 26 | 13 | 2  | 11 | 48 | 43 | 28 |
| 5.   | VTJ Dukla Karlovy Vary       | 26 | 11 | 6  | 9  | 38 | 36 | 28 |
| 6.   | TJ Spartak Chodov            | 26 | 10 | 7  | 9  | 32 | 27 | 27 |
| 7.   | TJ Sokol Blovice (N)         | 26 | 10 | 6  | 10 | 42 | 42 | 26 |
| 8.   | TJ Lokomotiva Cheb (S)       | 26 | 10 | 6  | 10 | 39 | 46 | 26 |
| 9.   | TJ Tesla Nýřany              | 26 | 10 | 6  | 10 | 37 | 49 | 26 |
| 10.  | TJ Baník Tlučná              | 26 | 11 | 3  | 12 | 40 | 39 | 25 |
| 11.  | TJ Sokol Postřekov           | 26 | 7  | 10 | 9  | 30 | 31 | 24 |
| 12.  | TJ Lachema Kaznějov          | 26 | 8  | 8  | 10 | 32 | 36 | 24 |
| 13.  | TJ Spartak Horní Slavkov (N) | 26 | 8  | 5  | 13 | 25 | 33 | 21 |
| 14.  | TJ RH Železná Ruda (N)       | 26 | 4  | 6  | 16 | 27 | 51 | 14 |

Poznámky:
- Z = Odehrané zápasy; V = Vítězství; R = Remízy; P = Prohry; VG = Vstřelené góly; OG = Obdržené góly; B = Body; (S) = Mužstvo sestoupivší z vyšší soutěže; (N) = Mužstvo postoupivší z nižší soutěže (nováček)

|  | Postup do Divize A 1975/76             |
|  | Sestup do příslušné I. A třídy 1975/76 |